# GLOBIS-AQZ
GLOBIS-AQZ（グロービス エーキューゼット）は、AIによるコンピュータ囲碁ソフトで、グロービス、囲碁AI「AQ」開発者の山口祐、トリプルアイズの3者を中心に開発が行なわれていた。

## 概要
2018年9月14日にグロービス社長の堀義人が中国が開発している世界トップクラスの囲碁AIの絶芸の開発現場を訪問し、その際に日本でも囲碁AIの開発の必要性を強く感じ、各方面に呼びかけ、2018年9月25日「GLOBIS-AQZ」プロジェクトが発足。2019年4月18日にプロジェクトを発表。
当面の目標は2019年8月に行なわれる「2019中信証券杯 第3回世界電脳囲碁オープン戦」での優勝としていたが、決勝トーナメントの準々決勝でLeela Zeroに敗れた。
2020年5月11日にオープンソースとして公開、それに伴いプロジェクトを終了。

## 成績
- 2019年8月 - 5位 - 第3回中信証券杯世界電脳囲碁オープン戦
- 2019年12月 - 2位 - 第11回UEC杯コンピュータ囲碁大会

## プロ棋士との対戦
2019年7月10日に仲邑菫初段と対局し、勝利。この対局はAbemaTVで生放送された。AbemaTVでの囲碁の放送は初。
2019年7月19日には芝野虎丸七段と対局し、勝利。

## 注
1. ↑  “「囲碁AIの世界一目指す」 日本棋院、AIベンチャーらが共同プロジェクト「GLOBIS-AQZ」発表”. ITmedia NEWS. 2019年7月18日閲覧。
2. ↑  “囲碁AI「GLOBIS-AQZ」、世界大会で5位の結果に”. www.afpbb.com. 2019年10月17日閲覧。
3. ↑  “グロービス、囲碁AI「GLOBIS-AQZ」のプログラムをオープンソース化”. プレスリリース・ニュースリリース配信シェアNo.1｜PR TIMES. 2020年7月5日閲覧。
4. ↑  株式会社インプレス (2020年5月12日). “囲碁AI「GLOBIS-AQZ」のソースコードがGitHubで公開”. PC Watch. 2020年7月5日閲覧。
5. ↑  INC, SANKEI DIGITAL (2019年7月10日). “世界一を目指す囲碁ＡＩ「ＧＬＯＢＩＳ－ＡＱＺ」と仲邑初段が対戦、敗れる”. 産経ニュース. 2019年7月18日閲覧。